# Тёрнер, Фредерик Джексон
Фре́дерик Дже́ксон Тёрнер (англ. Frederick Jackson Turner; 14 ноября 1861, Портидж, штат Висконсин — 14 марта 1932, Пасадина, штат Калифорния) — американский историк. Наиболее известен как создатель оригинальной «теории границы» (фронтира), хотя и подвергшейся критике, оказавшей огромное влияние на американскую историографию и массовое сознание.

## Биография
Родился в семье представителей среднего класса. Учился в Висконсинском университете в Мадисоне, который окончил в 1884 году. В 1890 году в Университете Джонса Хопкинса получил степень Ph.D. по истории, защитив под научным руководством Г. Б. Адамса диссертацию о пушном промысле в Висконсине. В том же году начал работать профессором Висконсинского университета в Мадисоне, а с 1910 года — Гарвардского университета, где проработал до 1924 года. На пенсии занимал пост ассоциированного сотрудника в одной из калифорнийских библиотек.
В 1880-е года Тёрнер сформулировал концепцию фронтира в американской истории (см. Теория границы). Он полагал, что социальные институты, существующие в Соединённых Штатах, не были заимствованы из Европы, а появились в результате экспансии новых земель — взаимодействия с фронтиром. В различиях подобного взаимодействия с зоной освоения кроется разнообразие внутри американской нации, между тем имеющей множество сходств.
Ещё при жизни Тёрнера его «теория границы» была разгромлена другими историками как монофакторная. Несмотря на это, тезис Тёрнера вошёл в сознание американцев и до сих пор существует в виде «исторического мифа».
Среди оказавших на него влияние был Achille Loria. Последователем Тернера называют Уолтера Прескотта Уэбба, однако тот отстаивал свою оригинальность как исследователя - подчеркивая уважение к Тернеру.
Jedediah Purdy выделяет знаменитый «Пограничный тезис» Тернера, первоначально лекцию, прочитанную в Чикаго в 1893 году, как идеологический стержень между двумя эпохами, когда на заре 20-го века провиденциальный взгляд уступил место новому управленческому этосу.

## Научные труды
- The frontier in American history. — N. Y., 1962.
- The significance of sections in American history. — N. Y., 1932.
- The United States. 1830—1850. The nation and its sections. — N. Y., 1958.

### Переводы на русский язык
- Тёрнер Ф. Фронтир в американской истории. / Пер. с англ. А. И. Петренко. — М.: Весь мир, 2009. — 304 с. ISBN 978-5-7777-0365-1